# Aphyssura ungarrana
Aphyssura ungarrana är en tvåvingeart som beskrevs av Norris 1999. Aphyssura ungarrana ingår i släktet Aphyssura och familjen spyflugor. Inga underarter finns listade i Catalogue of Life.